# Zhang Yiwei
Zhang Yiwei (Anshan, 3 ottobre 1992) è uno snowboarder cinese.

## Biografia
In Coppa del Mondo di snowboard ha esordito il 26 agosto 2009 a Cardrona, ha ottenuto il primo podio il 13 febbraio 2011 a Yabuli (2°) e la prima vittoria il 1º marzo 2015 a Park City. Al termine della stagione 2014-15 ha vinto la Coppa del Mondo di halfpipe.
In carriera ha preso parte a due edizioni dei Giochi olimpici invernali, Soči 2014 (6° nell'halfpipe) e Pyeongchang 2018 (15° nell'halfpipe), e a cinque dei Campionati mondiali, vincendo la medaglia d'argento nell'halfpipe a Kreischberg 2015.

## Palmarès

### Mondiali
- 1 medaglia:
  - 1 argento (halfpipe a Kreischberg 2015)

### Coppa del Mondo
- Vincitore della Coppa del Mondo di halfpipe nel 2015
- 8 podi:
  - 1 vittorie
  - 3 secondi posti
  - 4 terzi posti

#### Coppa del Mondo - vittorie
| Data          | Luogo     | Paese       | Disciplina |
| ------------- | --------- | ----------- | ---------- |
| 1º marzo 2015 | Park City | Stati Uniti | HP         |

Legenda:

HP = Halfpipe